# Xã Harrison, Quận Hall, Nebraska
Xã Harrison (tiếng Anh: Harrison Township) là một xã thuộc quận Hall, tiểu bang Nebraska, Hoa Kỳ. Năm 2010, dân số của xã này là 243 người.